# Eburon
Das Eburon, auch Eburonium genannt, ist ein Kaltzeitkomplex im Altpleistozän und liegt zwischen dem Tegelen und der Waal-Warmzeit. Der Übergang vom Tegelen zum Eburon setzte vor etwa 1,78 Mio. Jahren ein, ungefähr an der Grenze zwischen den quartären Stufen Gelasium und Calabrium, und dauerte 480.000 Jahre (bis vor 1,3 Mio. Jahren).

## Erfassung / Entdeckung
Bereits in den 1920er Jahren setzten sich auf Vorschlag von Konrad Keilhack und Paul Woldstedt die drei bekannten Eiszeiten Elster-, Saale- und Weichsel-Kaltzeit durch.
Nachdem Albrecht Penck und Eduard Brückner eine vierte alpine Vergletscherung belegen konnten, gab es zahlreiche Versuche, diese Kaltzeit auch im Norden nachzuweisen.
Sedimentologische und geobotanische Untersuchungen in den Niederlanden ergaben, dass die Anzahl der Kalt- und Warmzeiten beträchtlich erhöht werden musste. 1957 erweiterte Waldo H. Zagwijn die bis dahin bekannten Warm- und Kaltzeiten (Weichsel, Eem, Saale, Holstein, Elster und Cromer) um die Menap-Kaltzeit, Waal-Warmzeit, Eburon-Kaltzeit, Tegelen-Warmzeit und Prätegelen-Kaltzeit. Entgegen der ursprünglichen Annahme, es wären jeweils durchgängige Warm- oder Kaltperioden gewesen, wurde jedoch schnell klar, dass es sich hierbei um Komplexe handelt, die sowohl warme als auch kältere Perioden umfassten. Das Eburon wird in vier Kälteabschnitte unterteilt, die jeweils durch eine wärmere Periode voneinander getrennt waren.

## Klima und Vegetation
Über die Klima- und Vegetationsentwicklung des Eburon ist nur sehr wenig bekannt. Man unterteilt die Kaltzeit in 7 Klimaabschnitte, die sich durch ihre Durchschnittstemperatur unterscheiden. Wie in den Kaltzeiten der Menap-Kaltzeit und der Tegelen-Warmzeit lag die Durchschnittstemperatur des Eburon im Sommer bei ca. 10 °C und die mittlere Jahrestemperatur bei −6 bis −4 °C. In den wärmeren Abschnitten des Eburon breiteten sich boreale Nadelwälder aus, während in den kalten Phasen eine waldlose und offene Vegetation dominierte.